# Каракумский канал
Караку́мский кана́л (также: Каракум-река; туркм. Garagum derýäsi) — большой канал, построенный в Туркменской ССР для водообеспеченности южных и юго-западных районов республики, протяжённостью 1445 км. В современном Туркменистане канал официально называется Каракум-река.

## География

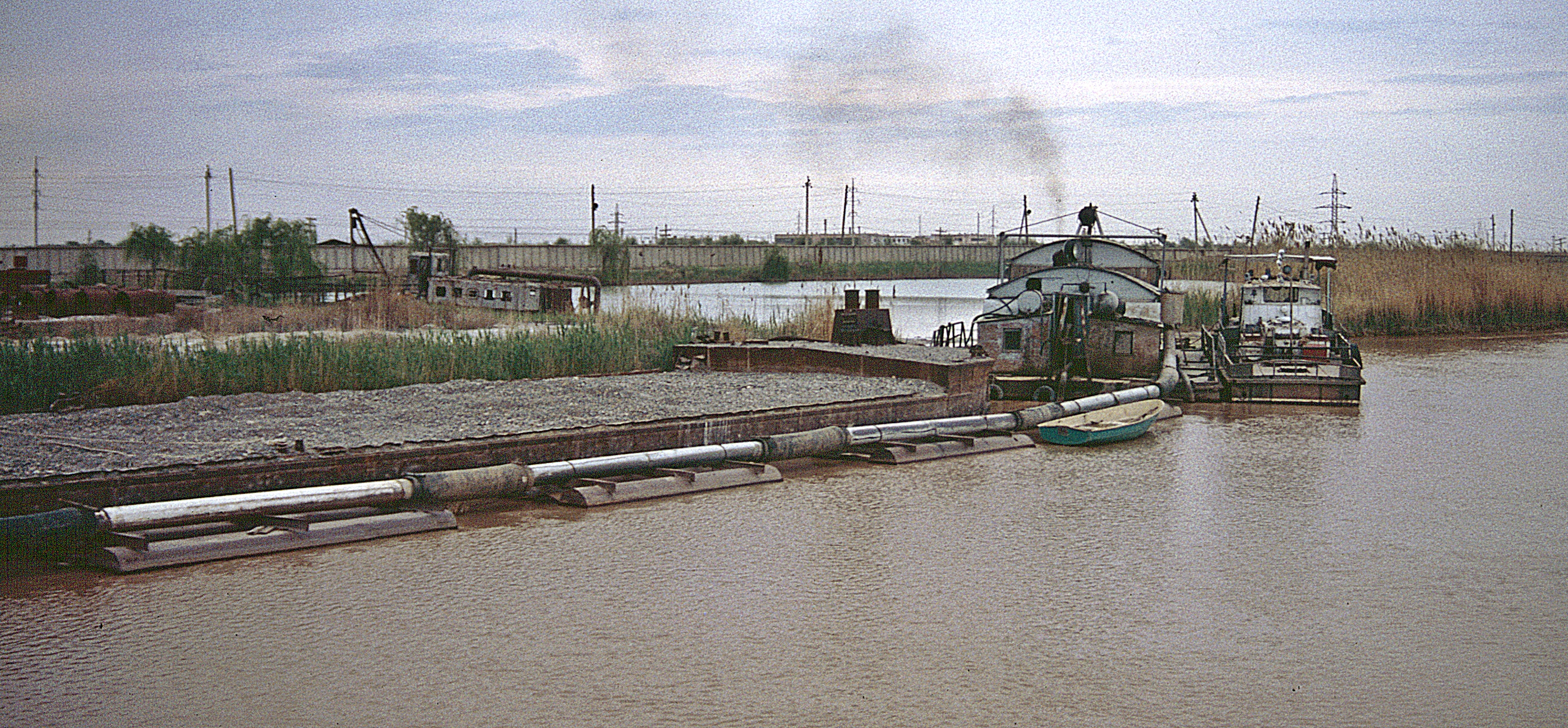
Каракумский канал, 1992

Канал начинается от реки Амударьи выше города Керки, далее идёт через пески юго-восточных Каракумов, затем пересекает древний Мургабский оазис и междуречье рек Мургаб и Теджен, далее проходит по предгорьям Копетдага. Ширина до 200 м, максимальная глубина 7,5 м. Расход воды в начале канала 600 м³/с. Вода в канале идёт самотёком. По нему на протяжении 450 км осуществляется судоходство. Среднегодовой водозабор канала составляет 12-13 км³, превышая в 3-4 раза суммарный сток с гор туркменских рек.

## История строительства
Начиная с 1950 года, на территории Туркменской ССР велось строительство Главного Туркменского канала. После смерти Сталина оно было приостановлено в пользу Каракумского канала.
Начало строительства самого канала— 1954 год.
Первая очередь канала (Амударья — Мургаб) длиной 400 км была построена в 1959 году. Расход воды составил 130 м³/с. Введение её в строй позволило довести площадь орошаемых земель до 100 тысяч га.
Вторая очередь канала (Мары — Теджен) длиной 138 км завершена в 1960 году. На этом отрезке построено Хаузханское водохранилище ёмкостью более 875 млн м³. Расход воды составил 200 м³/с. Это позволило оросить в Тедженском оазисе свыше 70 тысяч га, а также улучшить водообеспеченность ещё 30 тысяч га уже орошавшихся земель.
Третья очередь канала (Теджен — Ашхабад) длиной 260 км завершена в 1962 году. В 1967 году канал был доведён до Гёкдепе. Расход воды составил 320 м³/с. Ввод третьей очереди позволил дополнительно оросить около 100 тысяч га.

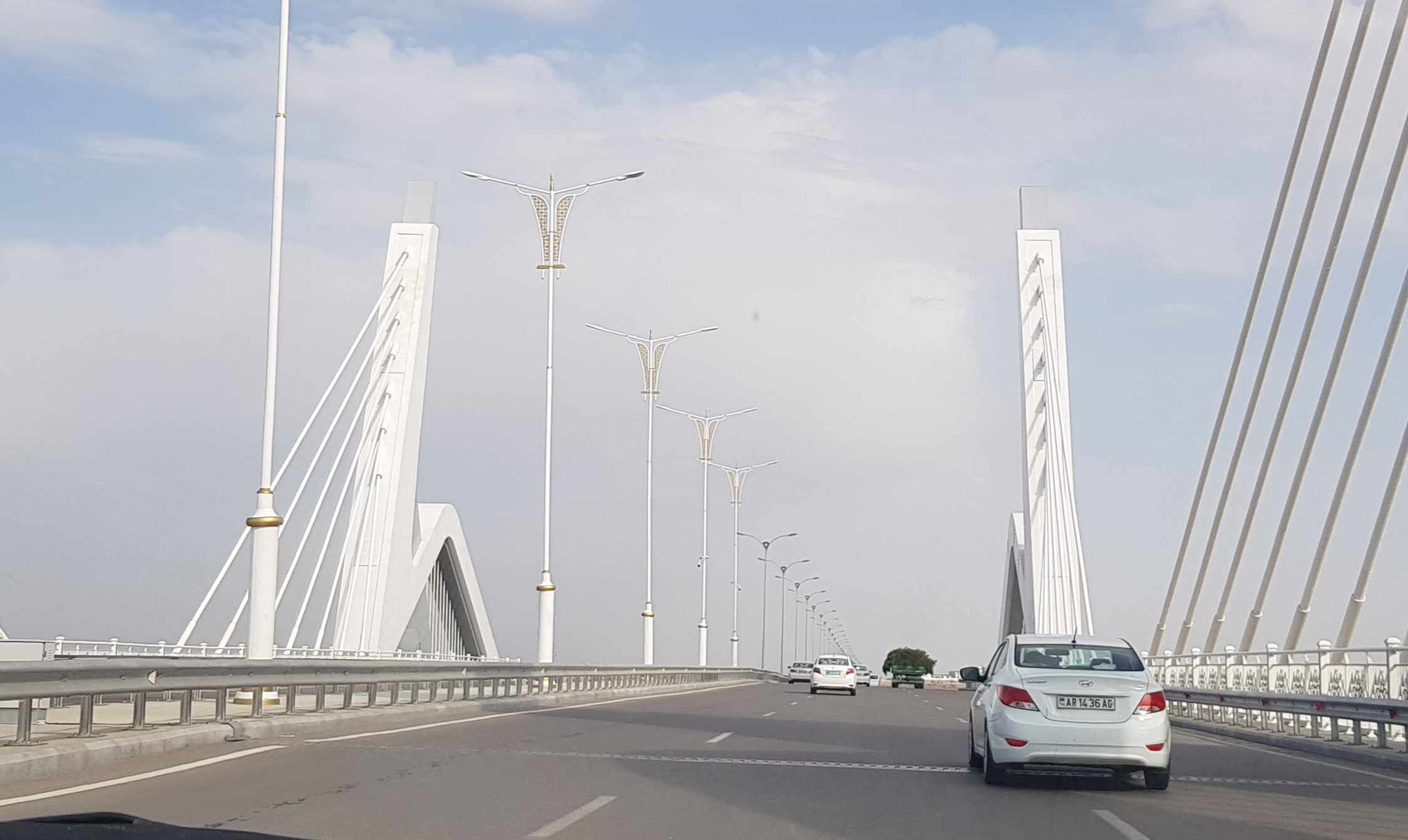
Мост через Каракум-реку в районе Ашхабада

С 1971 году началось сооружение четвёртой очереди канала. В 1973 году были построены две плотины в Ашхабаде, а также Копетдагская плотина и Копетдагское водохранилище. Далее канал протянут до города Берекета. Следующий отрезок канала идёт в субтропические районы юго-западного Туркменистана до Этрека длиной 270 км, другая ветвь канала идёт к Балканабаду. Планировалось подавать воду по трубам далее в Красноводск (ныне Туркменбашы), однако о реализации этой части проекта ничего не известно.
Строительство канала было официально завершено в 1988 году.
В начале XXI века в головной части канала построено самое крупное водохранилище — Зеидское. Воды Амударьи являются мутными — около 3,3 кг/м³. В Зеидском водохранилище вода отстаивается и идёт осветлённой дальше по каналу.

## Значение
Канал позволил многократно увеличить площади орошаемых земель.

## Экология
Строительство канала повлияло на все компоненты географической среды: растительность, животный мир, микроклимат, почвы, рельеф. Канал отбирает около 45 % вод Амударьи, что является немаловажным фактором в проблеме Аральского моря. Около четверти поступающей в канал воды теряется в самом русле, в результате фильтрации через земляное дно. Проблемой канала является его заиление. Небольшое количество ила забивает поры русла подобно бетонированию. Большое скопление ила приводит к подъёму уровня воды и разрушению русла. Заиливаются также водохранилища, что уменьшает их полезный объём. Другая проблема Каракумского канала — загрязнение и засоление почвы, окружающей поливные земли (в результате сброса дренажных и промывочных вод).

## В искусстве
- Роман «Утоление жажды» (1963) Юрия Валентиновича Трифонова о строительстве в пустыне Каракумы Главного Туркменского канала и судьбах его создателей
- Художественный фильм «Утоление жажды» 1966 года по мотивам одноимённого романа, поставленный режиссёром Булатом Мансуровым на киностудии «Туркменфильм», с Петром Алейниковым в главной роли.